# Samia Abreu
Samia Rocha Campos Abreu (Belo Horizonte, 18 de agosto de 1992) é uma atriz, modelo, cantora, dançarina e influenciadora digital brasileira. Em 2013 ganhou destaque após seu papel como Érica, em Chiquititas, do SBT. Em 2021, interpretou a Rainha Merianat na novela Gênesis, da Record.

## Biografia
Nasceu em Belo Horizonte, Minas Gerais, em 18 de agosto de 1992. Viveu parte de sua infância na Florida, o que a fez se familiarizar com o idioma Inglês e despertar seu interesse no cinema americano.
Aos 14 anos de idade fez aulas de dança, jazz e de canto. Aos 17 anos estudou na UCLA em Los Angeles, um curso voltado as arte, através do People To People Leadership Program. O programa lhe proporcionou contato com escolas de atuação para cinema como Stela Adler e New York Film Academy.

## Carreira
Aos 19 anos começou a fazer aulas de Teatro na Puc Minas. Participou de workshops de atuação com a diretora e atriz Gabriela Linhares e começou a trabalhar como modelo e atriz, participando de comerciais, propagandas, desfiles, vídeoclipes, revistas, etc. Se aprofundou nos estudos de canto e começou a fazer aulas na BSB Musical de técnica vocal, teoria musical, percepção musical e violão.
Em dezembro de 2012 se formou no Teatro. Como complemento de seus estudos da arte da interpretação foi para Los Angeles estudar atuação para cinema na New York Film Academy. Em março de 2013, recebeu o certificado de conclusão do curso. Em abril cantou como convidada especial da banda internacional Double You, no Clube Chalezinho em Belo Horizonte.
Sâmia se mudou para São Paulo quando foi chamada para atuar na novela Chiquititas, e em 2014 foi contratada pelo SBT. Em agosto de 2015, após o fim da Novela, se mudou para o Rio de Janeiro onde reside até hoje.
Em 2016, participou do filme Meus 15 Anos (com Larissa Manoela), das novelas Os Dez Mandamentos e O Rico e Lázaro, e da websérie Clica no Vacilo.
Participou das peças teatrais Os Donos do Mundo, (indicado ao Prêmio Jovem Brasileiro) e no O Anti-Musical, Noite da Comédia Improvisada e Deu Branco. Samia faz aulas de canto, dança, yoga, surf e cursa faculdade de Direito. Sâmia também trabalha como influencer.

## Filmografia

### Televisão
| Ano       | Título             | Personagem      | Notas                             | Ref.          |
| --------- | ------------------ | --------------- | --------------------------------- | ------------- |
| 2013-2015 | Chiquitutas        | Érica Melo      |                                   | [ 23 ] [ 24 ] |
| 2016      | Os Dez Mandamentos | Eva             | Temporada 2                       | [ 25 ]        |
| 2017      | O Rico e Lázaro    | Ainoã           |                                   | [ 22 ]        |
| 2021      | Gênesis            | Rainha Merianat | Fase: José do Egito               | [ 26 ]        |
| 2023      | Reis               | Eglá            | Temporadas: A Conquista, O Pecado | [ 27 ]        |

### Cinema
| Ano  | Título       | Personagem | Notas | Ref.         |
| ---- | ------------ | ---------- | ----- | ------------ |
| 2017 | Meus 15 anos | Mãe da Bia |       | [ 4 ] [ 28 ] |

## Teatro
| Ano  | Título            | Personagem | Ref.  |
| ---- | ----------------- | ---------- | ----- |
| 2016 | Os Donos do Mundo | Eva        | [ 4 ] |
| 2018 | O Anti Musical    | Júlia      | [ 4 ] |